# Soraya Kohlmann
Pour les articles homonymes, voir Kohlmann.
Soraya Kohlmann, née le 8 juillet 1998 à Leipzig, est un mannequin allemande, lauréate des concours Miss Allemagne en 2017 et Miss Univers Allemagne en 2022.

## Biographie
Soraya Kohlmann est née et a grandi à Leipzig, en Saxe. Elle est diplômée de l’École Max Klinger de Leipzig et devient indépendante dans l'industrie cosmétique en 2019.

## Concours de beauté
Le 18 février 2017, elle représente la Saxe à Miss Allemagne 2017 et affronte 19 autres candidates à Europa-Park à Rust. Elle remporte le titre et succède à Lena Bröder. Le 2 juillet 2022, elle affronte quinze autres finalistes à Miss Univers Allemagne 2022 au Holiday Inn Hotel Düsseldorf-Neuss à Neuss, où elle remporte le titre et succède à Hannah Seifer. Elle représente l'Allemagne à Miss Univers 2022 mais ne se classe pas parmi les seize finalistes.